# Friede beschützt durch Waffen

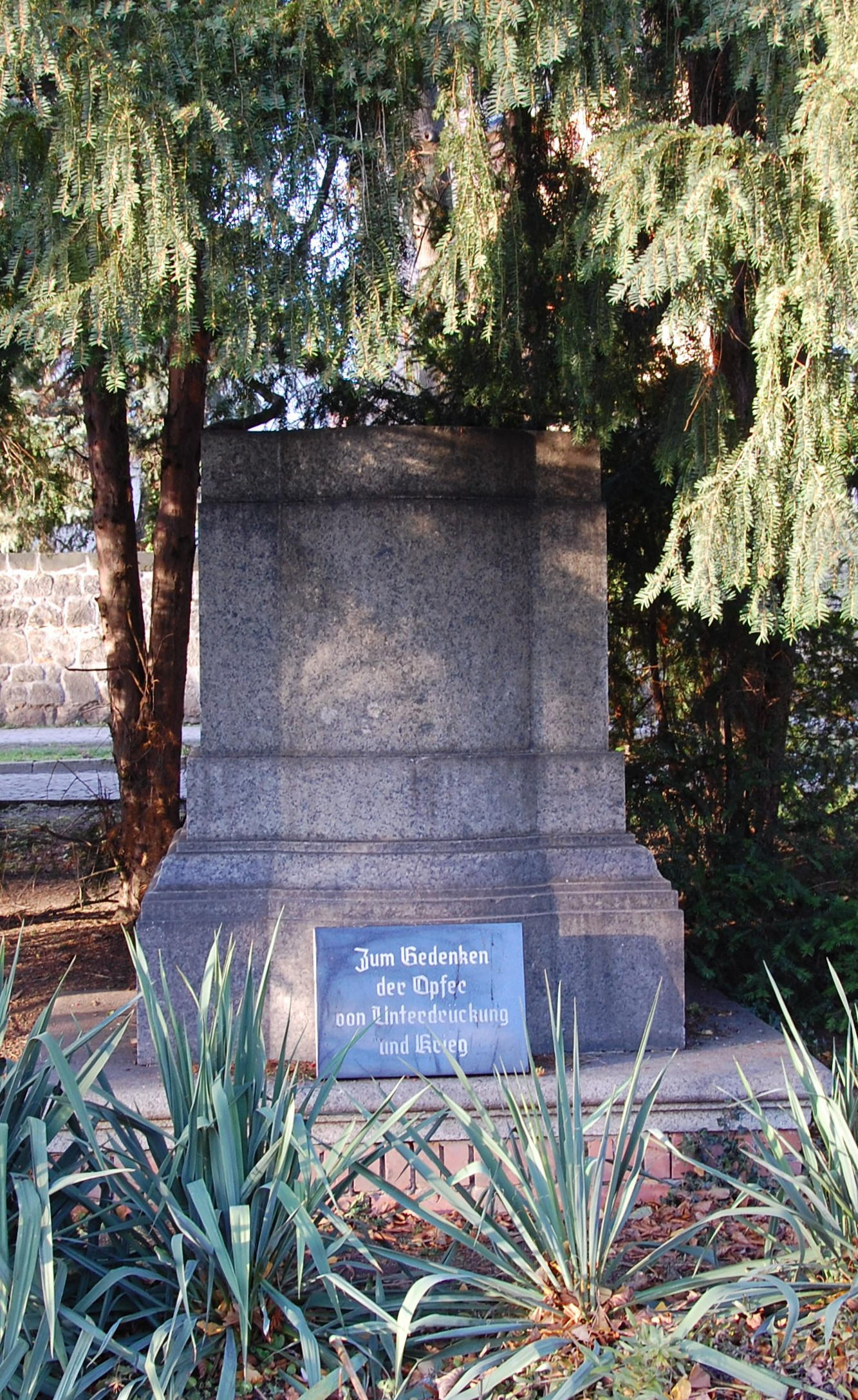
Erhaltener Sockel mit Gedenktafel im Jahr 2013

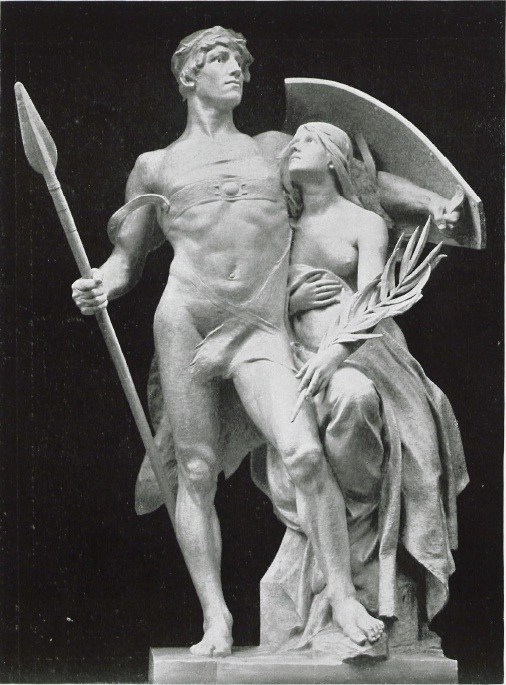
Figurengruppe

Friede beschützt durch Waffen, auch Friede durch Waffen geschützt, war ein Denkmal in der Stadt Quedlinburg im heutigen Sachsen-Anhalt. Erhalten blieb der Sockel des Denkmals, der heute als Mahnmal genutzt wird.

## Lage
Es befand sich im Bereich des jetzigen Friedrich-Ebert-Platzes südwestlich der Bahnhofsstraße, gegenüber dem Quedlinburger Siegesdenkmal.

## Geschichte und Gestaltung
Das Modell zur Gruppe „Friede durch Waffen geschützt“ wurde 1889 von Ludwig Manzel geschaffen. Er erhielt dafür den Großen Staatspreis der Akademie der Künste. Auf Initiative des aus Quedlinburg stammenden preußischen Kulturministers Robert Bosse gelangte die in Bronze gegossene Figurengruppe nach Quedlinburg, wo sie 1898 aufgestellt wurde. Das Denkmal zeigte einen Krieger mit Speer, der mit seinem Schild eine zum Teil unbekleidete, junge, zu ihm aufblickende Frau schützt. Die Figuren standen auf einem hohen Sockel. 1899 zeigte Manzel auf der Großen Berliner Kunstausstellung eine marmorne Teilkopie der Gruppe (den weiblichen Kopf). Diese Teilkopie oder eine gleiche Ausführung in Marmor wurde 1936 auf Manzels Grabmal auf dem Südwestkirchhof Stahnsdorf bei Potsdam aufgestellt.
Eine Version aus Gips, möglicherweise das Originalmodell, stand bis wenigstens 1919 im Lichthof des Kaiser-Friedrich-Museums in Posen. Der Verbleib ist ungeklärt.
Nach Ende des Zweiten Weltkriegs soll das Quedlinburger Denkmal am 16. August 1945 auf Veranlassung der sowjetischen Besatzungsbehörden entfernt worden sein, wobei der Sockel erhalten blieb. Heute (Stand 2013) befindet sich vor dem Sockel eine Tafel mit der Aufschrift: Zum Gedenken der Opfer von Unterdrückung und Krieg. Sockel und Tafel sind nicht im Quedlinburger Denkmalverzeichnis eingetragen.